# Юшут
Юшу́т — река в Марий Эл, правый приток Илети (бассейн Волги).
Длина — 108 км, площадь водосборного бассейна — 1200 км². Ниже Шелангерского моста, у селения Помаштур имеется порог «Мельница» («Водозаборный»), при впадении в Илеть — участок с бурным течением.
На Юшуте стоит посёлок Мочалище.

## Притоки (км от устья)
- 14 км: река Тюмша,
- 34 км: река без названия, у с. Мочалище,
- 53 км: река Шора,
- 67 км: река Арка,
- 93 км: река Оришут[3].

## Этимология
Название предположительно произошло от марийского слова йӱштӧ — «студёный; холодный», либо от глагола йӱштылаш — «купаться; обливаться».

## Лесозаготовки
Ранее использовался для сплава древесины, в сочетании с подвозящими узкоколейными железными дорогами. Со временем в бассейн реки была проложена Юшутская железная дорога широкой колеи, и сплав леса прекратился. В настоящее время лесовозные железные дороги узкой и широкой колеи разобраны, лес вывозится автотранспортом.

## Туризм
Бассейн Юшута привлекает пеших, вело- и туристов-водников своей близостью к железной дороге, низкой населённостью, наличием интересных и красивых мест, например озера Серебряного.

### Водный туризм
Сплав по Юшуту возможен от моста на автодороге Морки-Ронга. Верхнее течение Юшута труднопроходимо. Течение относительно быстрое для равнинных рек, над водой свисают деревья-«расчёски». Имеются сведения об успешных походах по Юшуту на коньках.

#### Первомайский сплав
На майские праздники, когда весеннее половодье, как правило, ещё не спало, и река пригодна для сплава на катамаранах и байдарках, на Юшут приезжает большое количество туристов-водников, в основном из Казани и Чебоксар. Традиционно, маршрут начинается от Мочалищенского моста и заканчивается в устье Юшута. Сплав носит не столько спортивный, сколько культурно-развлекательный характер, поскольку быстрое по сравнению с другими реками региона течение позволяет затрачивать минимум усилий, что и обеспечивает популярность этого мероприятия. Часть экипажей помимо водной экипировки надевает карнавальные костюмы.
В районе переката «Мельница», на поляне у реки проводился песенный фестиваль «Мельница», являющийся тогда культурной доминантой майского сплава.
Популярность первомайского сплава именно на Юшуте обусловлена быстрым течением реки, позволяющем пройти большое расстояние даже начинающим водникам при минимуме затраченной физической работы, близостью железной дороги как к точке начала сплава (станция Суслонгер), так и конечного пункта (Красногорский, станция Илеть). Особенно это было важно в 1970-е годы, когда в студенческой среде зарождалась традиция первомайского сплава. В настоящее время большое количество туристов добирается до старта сплава и на автотранспорте.

### Кинофестиваль
Традиционно, по итогам проведённого туристического сезона, ежегодно в январе-феврале проводится Фестиваль «Юшут» — фестиваль любительских видеофильмов о туризме, путешествиях и приключениях.

### Ролевое движение
Особой категорией являются поклонники полевых ролевых игр, для которых на берегах Юшута ниже Мочалищ построен ролевой полигон «Шелангер». Для участия в подобных играх приезжают участники со всей России.

## Данные водного реестра
По данным государственного водного реестра России относится к Верхневолжскому бассейновому округу, водохозяйственный участок реки — Волга от Чебоксарского гидроузла до города Казань, без рек Свияга и Цивиль, речной подбассейн реки — Волга от впадения Оки до Куйбышевского водохранилища (без бассейна Суры). Речной бассейн реки — (Верхняя) Волга до Куйбышевского водохранилища (без бассейна Оки).
Код объекта в государственном водном реестре — 08010400712112100001883.